# 大谷幸
大谷 幸（おおたに こう、男性、1957年5月1日 - ）は、日本の作曲家、編曲家、ピアニスト。東京都世田谷区出身。

## 人物
日本大学芸術学部作曲科卒業。幼少期から音楽や舞踏が身近な環境で育つ。ダンガン・ブラザーズ・バンドのキーボード担当としてデビュー。バンド活動の他、真田広之、沢田聖子、時任三郎などへの楽曲提供、編曲などを手掛ける。
その後、独立しサザンオールスターズ、DREAMS COME TRUE、井上陽水、河口恭吾などのサポート、ポップス、劇伴音楽の作曲家、音楽プロデューサーとして活動。クラシック、ロック、ジャズなど幅広いジャンルの音楽を手掛ける。実写映画では、平成ガメラシリーズをはじめとする金子修介の監督作品を多く手掛けた。
テレビドラマ版の『夜逃げ屋本舗』の最終回では「夜逃げ屋」シリーズのBGM以外に『ポポロクロイス物語』や平成ガメラシリーズなどの大谷幸担当のBGMも流用されていた。
『ゴジラ・モスラ・キングギドラ 大怪獣総攻撃』（2001年）でゴジラシリーズの音楽を担当したが、それまではライバルであるガメラシリーズを担当していたこともあって平成に入ってから制作されたゴジラ映画は意識的に観ていなかった。同作品でもオリジナルを手掛けた伊福部昭のイメージを外し、直前に手掛けていた映画『ショコキ!』と同じくテクノ調で作曲している。結果として、情報量の多さに惑わされず自身が書きたいものを書けたといい、ジェリー・ゴールドスミスの影響を吹っ切り素の大谷幸を出すことができたため、同作品が自身の中で重要なものになったと語っている。
2006年3月ゲームのサントラを担当した『ワンダと巨像（Shadow of the Colossus）』が、アメリカで世界中のゲームのアカデミー賞と謂われる「GDC ベスト・ゲーム・オブ・ザ・イヤー」受賞。高い評価を得る。事典「日本の作曲家〜日本の音楽を紡ぎ出した1247人」に、選出される。

## 主な作品

### アニメ

#### 1980年代
- 恐怖のバイオ人間 最終教師 （1988年）
- シティーハンター2 （1988年）
- シートン動物記 （1989年）
- シティーハンター3 （1989年）

#### 1990年代
- 新世紀GPXサイバーフォーミュラ （1991年）
- 新世紀GPXサイバーフォーミュラ11 （1992年）[注釈 1]
- 新世紀GPXサイバーフォーミュラZERO （1994年）
- 逮捕しちゃうぞ （1994年）[注釈 2]
- 新機動戦記ガンダムW （1995年）
- 新機動戦記ガンダムW オペレーション・メテオ （1996年）
- 新機動戦記ガンダムW オペレーション・メテオ II （1996年）
- 新世紀GPXサイバーフォーミュラ EARLYDAYS RENEWAL （1996年）
- 鉄腕バーディー （1996年）
- BRONZE ZETSUAI since 1989 （1996年）
- ヴァンパイアハンター THE ANIMATED SERIES （1997年）
- 新機動戦記ガンダムW Endless Waltz （1997年）
- 天地無用!真夏のイヴ （1997年）
- 新機動戦記ガンダムW Endless Waltz-特別篇- （1998年）
- 星方武侠アウトロースター （1998年）
- ポポロクロイス物語 （1998年）
- なんちゃってバンパイヤン（1999年）
- ワイルドアームズ トワイライトヴェノム （1999年）

#### 2000年代
- 逮捕しちゃうぞ SECOND SEASON[注釈 2]
- The Soul Taker 〜魂狩〜[5]
- ゾイド新世紀/ゼロ
- 探偵少年カゲマン
- デジタル所さん
- 灰羽連盟
- YOU'RE UNDER ARREST〜逮捕しちゃうぞ〜[注釈 2]
- 金色のガッシュベル!!
- 劇場版 金色のガッシュベル!! 101番目の魔物
- 劇場版 金色のガッシュベル!! メカバルカンの来襲
- 光と水のダフネ
- 新暗行御史
- アイシールド21
- 灼眼のシャナ
- 吉永さん家のガーゴイル
- パンプキン・シザーズ
- 天保異聞 妖奇士[6]
- デルトラクエスト
- オーバードライブ -Over Drive-
- 灼眼のシャナII（Second）
- GUNSLINGER GIRL-IL TEATRINO-
- 無限の住人 [注釈 3]
- バトルスピリッツ 少年突破バシン
- 東京マグニチュード8.0

#### 2010年代
- 薄桜鬼
- 薄桜鬼 碧血録
- .hack//Quantum
- へうげもの[7]
- 薄桜鬼 雪華録
- 灼眼のシャナIII（Final）
- Another
- 人類は衰退しました
- 薄桜鬼 黎明録
- アラタカンガタリ〜革神語〜
- とある飛空士への恋歌
- クレヨンしんちゃん 襲来!!宇宙人シリリ[注釈 4]
- クレヨンしんちゃん 爆盛!カンフーボーイズ〜拉麺大乱〜[注釈 4]
- あるゾンビ少女の災難
- 賢者の孫

#### 2020年代
- クレヨンしんちゃん 謎メキ!花の天カス学園[注釈 4]
- デジモンゴーストゲーム
- 薔薇王の葬列[8]
- 魔導具師ダリヤはうつむかない[9]
- 転生したらドラゴンの卵だった[10]

### ドラマ
- NHK金曜時代劇『夢暦長崎奉行』
- NHK連続テレビ小説『やんちゃくれ』
- 日本テレビ『松本清張スペシャル・やさしい地方』
- 日本テレビ『99%の誘拐』
- テレビ朝日『スタイル!』
- フジテレビ『お義母さんといっしょ』
- WOWOWドラマW『結婚詐欺師』
- NHK土曜ドラマ『上海タイフーン』

### 映画
- ウェルター （1987年）[1]
- STAY GOLD ステイ・ゴールド （1988年）[1]
- 山田村ワルツ （1988年）[1]
- リメインズ 美しき勇者たち （1990年）
- さらば愛しのやくざ （1990年）
- スパイゲーム （1990年）
- 咬みつきたい （1991年）[1]
- 極道戦争・武闘派 （1991年）
- シャイなあんちくしょう （1991年）
- 就職戦線異状なし （1991年）[2]
- フィレンツェの風に抱かれて （1991年）[1]
- 幻想のParis （1992年）
- ザ・中学教師 （1992年）
- 未来の想い出 Last Christmas （1992年）
- 麻雀狂騒曲 10年はやいぜ! （1992年）
- 夜逃げ屋本舗 （1992年）[1]
- 国会へ行こう! （1993年）[1]
- 卒業旅行 ニホンから来ました （1993年）[1]
- 夜逃げ屋本舗2 （1993年）
- 土俵の鬼たち （1994年）
- 毎日が夏休み （1994年）
- 免許がない! （1994年）
- 大夜逃 夜逃げ屋本舗3 （1995年）
- ガメラ 大怪獣空中決戦 （1995年）[1][2]
- ガメラ2 レギオン襲来 （1996年）[1][2]
- 学校の怪談3 （1997年）
- F（1998年）
- ガメラ3 邪神覚醒 （1999年）[1][2]
- クロスファイア （2000年）[2]
- ゴジラ・モスラ・キングギドラ 大怪獣総攻撃 （2001年）[1][4][2]
- ショコキ! （2001年）
- 化粧師 KEWAISHI （2002年）[1]
- 精霊流し （2003年）[1]
- お義母さんといっしょ （2003年）
- 福耳 （2003年）[1]
- 丹下左膳 百万両の壺 （2004年）[1]
- いらっしゃいませ、患者さま。 （2005年）
- amoretto （2005年）
- 寝ずの番 （2006年）[1]
- きみにしか聞こえない （2007年）
- カラフル（2010年）
- NEW NEIGHBOR（2013年）
- サクラサク（2014年）[1]
- ちえりとチェリー（2016年）
- 天外者（2020年）

### ゲーム
- PHILOSOMA （1995年）
- マクロス デジタルミッション VF-X （1997年）
- スカイオデッセイ （2001年）
- ワンダと巨像 アルバム『ワンダと巨像 大地の咆哮』（2005年）[1]
- 戦国BASARA3 （2010年）

### イメージCD
- Blow'in in the wind （ファイアーエムブレム トラキア776 イメージテーマ曲[注釈 5] 1999年）

## プロデュース
- 所ジョージ
  - DISH（2001年）
  - 本物（2002年）